# Aeroport Internacional de Ginebra
L'Aeroport Internacional de Ginebra (codi IATA: GVA, codi OACI: LSGG) (en francès: Aéroport International de Genève) o també conegut com a Aeroport de Cointrin és un aeroport que dona servei a Ginebra, la zona de la Romandia i part de les regions franceses d'Alvèrnia-Roine-Alps i de Borgonya - Franc Comtat. Està localitzat entre els municipis de Grand-Saconnex i Meyrin, a 4 km al nord-oest del centre de la ciutat. Un dels trets que caracteritzen l'aeroport és que els passatgers amb vols cap o des de França no han de passar controls a l'aduana suïssa ni cap mena de control d'immigració si es mantenen a la part de l'aeroport en territori francès. L'any 2010 l'aeroport va gestionar 11.785.522 de passatgers i 177.401 moviments d'aeronaus, convertint-se en el 33è aeroport més transitat d'Europa.
L'aeroport té una pista d'aterratge de formigó, la qual és la més llarga de Suïssa amb 3.900 m de longitud, i una altra petita pista paral·lela sense asfaltar utilitzada per les aeronaus petites. És un important centre de connexions per EasyJet Switzerland i una ciutat focal per Swiss International Air Lines. L'aeroport compta amb àmplies instal·lacions per a convencions i alberga una oficina de la International Air Transport Association i la seu mundial de Airports Council International.

## Aerolínies i destinacions
| Aerolínies                                                        | Destinacions |
| ----------------------------------------------------------------- | --- |
| Aer Lingus                                                        | Dublín de temporada: Cork |
| Aeroflot                                                          | Moscou-Xeremètievo |
| Air Algérie                                                       | Alger, Orà de temporada: Constantina |
| Air Canada                                                        | Montréal-Trudeau, Toronto-Pearson |
| Air Europa                                                        | Madrid, Palma |
| Air France                                                        | París-Charles de Gaulle |
| Air France operat per Régional                                    | de temporada: Ajaccio, Biarritz |
| Air Malta                                                         | Catània, Malta |
| Air Mauritius                                                     | Maurici |
| Albinati Aeronautics                                              | Londres-City, París-Le Bourget, Saint-Tropez La Môle, Moscou-Vnukovo |
| Alitalia                                                          | Roma-Fiumicino |
| Austrian Airlines operat per Tyrolean Airways                     | Viena |
| Azerbaijan Airlines                                               | Bakú (comença el 30 d'octubre del 2018) |
| Baboo                                                             | Florència, Lugano, Niça, Roma-Fiumicino, València, Venècia-Marco Polo de temporada: Biarritz, Eivissa, Saint-Tropez |
| Belair                                                            | Pristina |
| Blue Islands                                                      | Guernsey, Jersey |
| Bmibaby                                                           | East Midlands de temporada: Belfast-City, Birmingham |
| British Airways                                                   | Londres-Heathrow de temporada: Londres-Gatwick |
| British Airways operat per BA CityFlyer                           | de temporada: Londres-City |
| Brussels Airlines                                                 | Brussel·les |
| Czech Airlines                                                    | de temporada: Dublín |
| Czech Connect Airlines                                            | Praga |
| Continental Airlines                                              | Newark |
| Darwin Airline                                                    | Florència, Lugano, Niça, Roma-Fiumicino, València, Venècia de temporada: Atenes, Biarritz, Càller, Eivissa, Olbia, Saint-Tropez |
| Dubrovnik Airline                                                 | de temporada: Dubrovnik, Split |
| EasyJet                                                           | Bristol, Edimburg, Liverpool, Londres-Gatwick, Londres-Luton, Manchester de temporada: Belfast-International, Bournemouth, Glasgow-International, Leeds/Bradford, Londres-Stansted, Newcastle upon Tyne |
| EasyJet Switzerland                                               | Alacant, Amsterdam, Astúries, Barcelona, Bastia, Berlín-Schönefeld, Bilbao, Bordeus, Bríndisi, Bristol, Brussel·les, Budapest, Copenhaguen, Dubrovnik, Estocolm-Arlanda, Faro, Heraklion, Hurghada, Las Palmas de Gran Canaria, Lisboa, Londres-Gatwick, Madrid, Màlaga, Marràqueix, Nantes, Niça, Palma, París-Orly, Porto, Pristina, Roma-Fiumicino, Santiago de Compostel·la, Tel-Aviv–Ben Gurion, Tolosa, Xarm el-Xeikh de temporada: Ajaccio, Birmingham, Càller, Eivissa, Míkonos, Nàpols, Olbia, Split |
| EgyptAir                                                          | El Caire, Hurghada |
| El Al                                                             | Tel-Aviv–Ben Gurion |
| Edelweiss Air                                                     | Hurghada, Kos, Larnaca, Las Palmas de Gran Canaria, Pristina, Tenerife-Sud, Xarm el-Xeikh |
| Emirates                                                          | Dubai |
| Ethiopian Airlines                                                | Addis Abeba |
| Etihad Airways                                                    | Abu Dhabi |
| Finnair                                                           | Hèlsinki |
| Flybe                                                             | de temporada: Exeter, Illa de Man, Jersey, Southampton |
| Gulf Air                                                          | Bahrain |
| Hello                                                             | Antalya, Corfú, Heraklion, Kos, Las Palmas de Gran Canaria, Pristina, Taba, Tarbes/Lourdes, Xarm el-Xeikh |
| Hop!                                                              | Caen (comença el 26 de novembre del 2018) |
| Iberia                                                            | Madrid |
| Iceland Express                                                   | de temporada: Reykjavík-Keflavík |
| Iran Air                                                          | Teheran |
| Jet2.com                                                          | Leeds/Bradford de temporada: Belfast-International, East Midlands, Edimburg, Glasgow-Internacional, Newcastle upon Tyne, Manchester |
| Jet4you                                                           | Casablanca |
| KLM                                                               | Amsterdam |
| KLM operat per KLM Cityhopper                                     | Amsterdam |
| Kuwait Airways                                                    | Frankfurt, Kuwait |
| LOT Polish Airlines                                               | Varsòvia |
| Lufthansa                                                         | Frankfurt, Múnic |
| Lufthansa Regional operat per Air Dolomiti                        | Múnic |
| Lufthansa Regional operat per Augsburg Airways                    | Múnic |
| Lufthansa Regional operat per Eurowings                           | Düsseldorf |
| Lufthansa Regional operat per Lufthansa CityLine                  | Düsseldorf, Hamburg, Múnic |
| Luxair                                                            | Luxemburg |
| Middle East Airlines                                              | Beirut |
| Nouvelair                                                         | Djerba, Monastir |
| Norwegian Air Shuttle                                             | Oslo-Gardermoen, Copenhaguen, Estocolm-Arlanda |
| Qatar Airways                                                     | Doha |
| Rossiya                                                           | de temporada: Sant Petersburg |
| Royal Air Maroc                                                   | Casablanca, Marràqueix |
| Royal Jordanian                                                   | Amman-Reina Alia |
| Saudi Arabian Airlines                                            | Jeddah, Riyadh |
| Scandinavian Airlines                                             | Copenhaguen, Estocolm-Arlanda |
| Skyways                                                           | Berlín-Tegel |
| Small Planet Airlines                                             | de temporada: Dublín |
| Sun d'Or operat per El Al                                         | de temporada: Tel-Aviv–Ben Gurion |
| Swiss International Air Lines                                     | Atenes, Barcelona, Madrid, Moscou-Domodédovo, Nova York-JFK, Zuric de temporada: Hurghada |
| Swiss International Air Lines operat per BMI                      | Londres-Heathrow |
| Swiss International Air Lines operat per Swiss European Air Lines | Budapest, Londres-City, Praga, Zuric de temporada: Màlaga, Manchester, Palma |
| TAP Portugal                                                      | Lisboa, Porto |
| Thomas Cook Airlines                                              | de temporada: Londres-Gatwick |
| Thomson Airways                                                   | Birmingham, Bristol, Dublín, Edimburg, Glasgow-Internacional, Londres-Gatwick, Londres-Luton de temporada: Manchester |
| Transavia.com                                                     | de temporada: Rotterdam |
| Tunisair                                                          | Djerba, Monastir, Tunis |
| Turkish Airlines                                                  | Istanbul-Atatürk |
| Twin Jet                                                          | Marsella, Milà-Malpensa |
| Ukraine International Airlines                                    | Kíev-Boryspol |
| United Airlines                                                   | Washington-Dulles |
| Uzbekistan Airways                                                | Madrid, Taixkent |